# Переулок (фильм, 1950)
«Переулок» (англ. Side Street) — фильм нуар режиссёра Энтони Манна, вышедший на экраны в 1950 году.
Фильм рассказывает о бедном молодом разносчике писем из Нью-Йорка по имени Джо Норсон (Фарли Грейнджер), страстно мечтающем обеспечить счастливую жизнь любимой жене. В порыве отчаяния он решает пойти на кражу из адвокатского офиса 200 долларов, но случайно в его руки попадает огромная для него сумма 30 тысяч долларов, которые владелец офиса, связанный с бандитами адвокат, получил с помощью шантажа. Джо передаёт деньги для сохранения знакомому бармену, который пытается с ними сбежать, но его убивают, деньги исчезают, а подозрение в убийстве падает на Джо. Чтобы спасти свою жизнь, Джо должен самостоятельно выяснить изначальное происхождение денег и их связь с убийством. Тем временем полиция ведёт собственное расследование двух убийств, включая убийство участницы шантажа.
Значительная часть фильма снималась на натуре в различных местах Нью-Йорка, включая Центральный парк, Стайвесант парк, Бэттери-парк, морг Больницы Бельвью, Уолл стрит, парк Боулинг-Грин, Фултонский рыбный рынок, мост Квинсборо и ночной клуб в Гринвич-Виллидж. При съёмках сцены погони на улице Уолл-стрит и в её окрестностях, возникли трудности, так как такси, которое по сюжету должно было лечь на бок, налетев на бордюр перед зданием банка Джэй П. Моргана, несколько раз подряд не перевернулось.
К числу первых фильмов нуар с реальными съёмками на улицах Манхэттана относятся также «Дом на 92-й улице» (1945), «Крайний срок — на рассвете» (1946), «Большие часы» (1948), «Сила зла» (1948), «Обнажённый город» (1948) и «Плач большого города» (1948). Наряду с такими картинами, как «Большие часы» (1948), «Крик об опасности» (1951) и «Тайны Канзас-сити» (1952), фильм относится к субкатегории фильмов нуар, в которых главный герой — обычный человек — вынужден, рискуя жизнью, самостоятельно расследовать преступление, чтобы спастись и очистить своё имя.
В фильме во второй и последний раз снялись вместе Фарли Грейнджер и Кэти О’Доннелл, ставшие звёздами после знаменитого фильма нуар «Они живут по ночам» (1948).

## Сюжет
На фоне видов Нью-Йорка закадровым голосом капитана полиции Нью-Йорка Уолтера Андерсона (Пол Келли) рассказывается о городе и криминальной ситуации в нём. В городе происходит в среднем по одному убийству в сутки, и каждое такое дело оказывается на его столе. Об одном таком случае капитан и ведёт рассказ…
В одном из городских кварталов респектабельный пожилой брокер Эмиль Лоррисон (Пол Харви) снимает в банке 30 тысяч долларов наличными. Недалеко от банка внештатный разносчик писем Джо Норсон (Фарли Грейнджер) беседует с местным полицейским, рассказывая ему о своих мечтах — купить своей любимой жене норковое пальто и свозить её в Париж, Рим и Неаполь, чтобы посмотреть музеи и шедевры искусства. Затем Джо приносит корреспонденцию в офис адвоката Виктора Бэккетта (Эдмон Райан), который обсуждает по телефону с молодой богатой женщиной Люсиль «Лакки» Колнер (Адель Джергенс) планы получения денег с Лоррисона. Сообщник Бэккетта, крутой парень с криминальным прошлым Джордж Гэрселл (Джеймс Крейг), слушая разговор, забирает у Джо принесённые письма. Когда Джо замечает на полу две упавшие стодолларовые купюры, Гэрселл убирает их в металлический шкаф, и Джо уходит. Люсиль говорит Бэккетту по телефону, что боится предстоящего дела и хочет после его окончания бежать вместе с ним в Майами, на что адвокат обещает немедленно прислать к ней для подстраховки Джорджа. После того, как Бэккетт кладёт трубку, Гэрселл говорит ему, что Люсиль закончит свой путь не в Майами, а в Ист-Ривер. Лаская дома собачку, Люсиль принимает Лоррисона, который готов отдать 15 тысяч, говоря, что они его просто подставили с этим делом. Однако Люсиль жёстко требует с него немедленно отдать все 30 тысяч и убираться, или она всё расскажет его жене. Перед тем, как отдать оставшуюся часть денег, Лоррисон просит передать ему фотографии и негативы. Люсиль открывает дверь в соседнюю комнату, откуда появляется рука с пистолетом, передавая ей пакет с фотографиями. Она бросает Лоррисону пакет, требуя положить на стол вторую половину денег и убираться, что тот и делает. Вскоре в Ист-Ривер вылавливают труп молодой красивой блондинки, похожей на Люсиль.
На следующий день Джо приносит в офис Бэккетта очередную партию корреспонденции. Дверь в кабинет открыта, внутри никого нет, а на двери прикреплена записка Джорджу, что он отбыл в суд по срочному делу и вернётся через пятнадцать минут. У Джо, который отчаянно нуждается в деньгах, не выдерживают нервы. Противопожарным топором он взламывает ящик шкафа, куда Джордж положил 200 долларов, хватает файл с деньгами и убегает. Забравшись в укромное место на крыше соседнего дома, Джо с ужасом для себя обнаруживает в файле наряду с другими бумагами 30 тысяч долларов в банковских упаковках по 5 тысяч. Джо забирает деньги, прячет файл на крыше и направляется домой. Дома, в небогатой квартире родителей его жены Эллен (Кэти О’Доннелл), тесть читает газету с заголовком: «Тело задушенной красотки найдено в реке», тёща говорит Джо, что тот плохо выглядит, полагая, что это связано с недавней потерей Джо его небольшого бизнеса. Она советует Джо постараться найти стабильную работу, особенно, с учётом того, что в его семье в скором времени ожидается пополнение. Закрывшись в комнате, Джо пытается решить, что ему делать с такой большой суммой, которую он совсем не рассчитывал красть. Наконец, положив в карманы 300 долларов, Джо складывает остальные деньги в картонную коробку, заворачивает её в бумагу и кладёт в свою сумку. Затем складывает туда свою одежду и пистолет, который хранился у него в шкафу. Когда приходит Эллен, Джо целует жену и просит её не ходить больше в поликлинику, а пригласить персонального врача и заказать отдельную палату в роддоме. Он сообщает, что нашёл постоянную работу в соседнем Коннектикуте и даёт Эллен на расходы 200 долларов. Обеспокоенная Эллен испуганно спрашивает, откуда у него такие деньги, и не наделал ли Джо глупостей, и не взял ли эти деньги у ростовщика. Он её утешает и говорит, что должен уехать по работе сегодня же вечером и вернётся домой к её родам в середине следующей недели. Завязывая галстук, Джо рассказывает, что работу ему предложил боевой товарищ, бизнесмен, торгующий электрооборудованием, вместе с которым они служили в Италии во время Второй мировой войны.
Джо отправляется в соседний бар к знакомому бармену Нику Драммэну (Эдвин Макс) и просит того подержать у себя несколько дней пакет, в котором, по его словам, лежит ночная рубашка, подарок для Эллен по случаю родов, который он не хочет показывать ей раньше времени. Затем Джо снимает номер в бедной гостинице, чтобы на время скрыться и обдумать дальнейшие шаги. Капитан Андерсон с группой детективов и криминалистов проводит тщательный обыск в квартире Люсиль, а также допрашивает управляющего домом, экономку и швейцара. Они также обнаруживают записную книжку Люсиль с массой имён, «похожую на справочник „Кто есть кто“», среди них имена Лоррисона и Бэккетта. Для проверки всех имён в её книжке Андерсон запрашивает в помощь дополнительно 50 детективов из других районов. Патологоанатом сообщает, что Люсиль умерла сразу после ужина, и Андерсон даёт задание проверить рестораны в ближайшем окружении. Репортёрам Андерсон сообщает, что найден любовный дневник убитой, что на следующий день попадает на первые страницы газет. На следующее утро Джо покупает газету, рассчитывая увидеть сообщение о краже 30 тысяч долларов, однако там ничего нет. Детективы последовательно опрашивают всех из записной книжки Люсиль, включая Лоррисона и Бэккетта, однако брокер делает вид, что вообще не помнит этой женщины, а адвокат говорит, что пару лет назад защищал её в деле по обвинению в мелком правонарушении, её оправдали, она расплатилась, и с тех пор он о ней ничего не знает. Скрываясь от всех и страдая от одиночества, Джо не выдерживает и приезжает домой, а узнав, что у него родился сын, мчится в роддом к Эллен. Джо уже готов обо всём рассказать жене, но в этот момент заходит медсестра, прерывая их разговор, и Эллен отпускает мужа обратно в Коннектикут.
Джо приходит в бар к Нику, и выясняет у его напарника, что Ник продал свою долю в баре и уволился. По просьбе Джо бармен находит пакет, который тот оставлял Нику. С этим пакетом Джо приходит к Бэккетту, якобы от лица своего друга, который хочет вернуть ему украденные деньги. По требованию адвоката Джо называет ему своё имя и адрес, а затем сознаётся, что это он украл деньги. Он обещает вернуть всю сумму, включая истраченные 236 долларов, которые будет отдавать частями по 20 долларов в месяц. Однако Бэккетт неожиданно отвечает, что никто у него не крал никаких денег. Он говорит, что не понимает, в чём дело и делает вид, что собирается звонить в полицию. Растерянный Джо быстро уходит. Джордж, который присутствовал при этой сцене, хочет догнать Джо и получить от него деньги, однако Бэккетт объясняет ему, что пока не известно, кто послал Джо, может быть, это полиция или Лоррисон. И если будет обнаружена их связь с этими деньгами, то им грозит обвинение в убийстве Люсиль и смерть на электрическом стуле. Но если после проверки окажется, что Джо является обычным вором, которого мучает совесть, они легко заберут у него эти деньги. Во время обхода ресторанов детективы выясняют, что незадолго до смерти Люсиль ужинала в компании крупного высокого мужчины, и находятся свидетели, которые могут его опознать. Джордж и его подручный, таксист Ларри Гифф (Гарри Беллавер) поджидают Джо у роддома, куда поместили Эллен. Когда Джо выходит, бандиты, угрожая оружием, заставляют сесть его в такси и требуют отдать деньги, запугивая его тем, что расправятся с женой и ребёнком. Джо отдаёт Джорджу полученный в баре пакет, однако там вместо денег оказывается ночная рубашка. Джордж избивает Джо, и в конце концов тот сознаётся, что оставил деньги бармену Нику, который, видимо, сбежал с ними. Бандиты выбрасывают Джо из такси под колёса грузовика, который чудом успевает затормозить в последний момент, нанеся парню лишь незначительные травмы.
Растерянный Джо бредёт по городу и в конце концов решет разыскать Ника. В баре Джо узнаёт адрес похоронного бюро, которое содержит Томас Драммэн, брат Ника. После ухода Джо один бармен рассказывает другому, что Ника сегодня уже разыскивал какой-то здоровый парень. В похоронном бюро в отсутствие хозяина Джо встречает его сына, подростка по имени Томми, который за доллар рассказывает, что Ник под чужим именем тайно снимает квартиру поблизости и называет адрес. После ухода Джо Томми говорит приятелю, что это уже второй человек, которому он сегодня продал адрес Ника. Джо приходит по адресу, указанному Томми, и, выждав пока мимо пройдёт старушка, стучится в дверь. Она открывается, и зайдя, Джо видит в комнате задушенного Ника, а на полу находит банковскую ленту, сорванную с упаковки денег. Зайдя в соседний бар, Джо видит в газете заголовок: «Бывший бармен задушен. Женщина видела подозреваемого».
Ночью Джо тайно пробирается по пожарной лестнице в роддом, чтобы увидеться с женой. Он рассказывает ей, что украл деньги, и в итоге это привело к целой серии страшных событий. Он не хотел быть неудачником, думал, что восстановится после того, как потерял заправочную станцию, но это никак ему не удавалось. Желая сделать жизнь Эллен более счастливой, в состоянии наваждения он украл, как он думал, 200 долларов, но всё обернулось бедой. Жена предлагает немедленно позвонить в полицию и вернуть деньги. Однако Джо говорит, что денег у него нет, он не знает, где они, и более того, полиция подозревает его в убийстве бармена. Джо считает, что единственным выходом для него является самому выяснить, откуда изначально взялись деньги и для каких целей, и только после этого станет ясно, как он сможет доказать свою невиновность. На следующий день Джо приходит в банк, название которого было на упаковке денег, и пытается выяснить у кассира (Уит Бисселл), не снимал ли кто-либо в последние дни 30 тысяч долларов крупными купюрами, однако кассир отказывается ему что-либо сказать, ссылаясь на банковскую тайну. Тем временем криминалист докладывает Андерсону, что и Люсиль, и бармен были задушены верёвкой, отрезанной от одного и того же мотка. У бармена, работавшего с Ником, Андерсон узнаёт, что Ника в день убийства разыскивали два человека, один из них — Джо Норсон, который живёт поблизости и часто заходил в бар. Затем Андерсон приглашает Томми, который также говорит, что Ника в тот день разыскивали два человека, которые были не знакомы друг с другом, так как каждый из них дал ему за информацию по доллару.
Вечером, возвращаясь с работы в метро, кассир из банка видит в газете фотографию Джо и информацию о том, что он разыскивается по подозрению в убийстве двух человек. Джо едет в том же вагоне и следит за кассиром. Около дома Джо налетает на кассира, и в страхе тот сознаётся, что 30 тысяч долларов недавно снимал респектабельный брокер Эмиль Лоррисон, сообщая его домашний адрес. Выяснив эту информацию, Джо тут же убегает, а кассир торопится домой, чтобы позвонить в полицию. Тем временем Андерсон допрашивает Бэккетта, который связан с двумя людьми, проходящими по делу: убитой Люсиль и с Джорджем Гэрселлом, которого свидетель в ресторане опознал по полицейской базе данных. В своё время Бэккетт добивался освобождения Гэрселла под залог. Затем Андерсон предъявляет Бэккетту фотографию Джо Норсона, который по его словам, носил в его офис почту и также связан с этим делом. Однако Бэккетт делает вид, что не узнаёт его. В этот момент Андерсона соединяют с кассиром из банка, который сообщает о том, что некто, напавший на него, направился к Лоррисону. Андерсон приказывает немедленно послать несколько полицейских машин к дому Лоррисона. Выезжая туда же с напарником, Андерсон задерживает Бэккетта в полиции до своего возвращения, спрашивая его напоследок, что того связывает ещё и Лоррисоном?
Джо приходит в дом, где живёт Лоррисон, представляясь дежурному при входе как Виктор Бэккетт. Однако, увидев подъезжающую к дому полицию, Джо вскакивает в первое подъехавшее к дому такси и скрывается. Тем временем Андерсон допрашивает Эллен, которая утверждает, что её муж — не убийца, и не может нанести никому никакого вреда. Андерсон говорит, что также, как и она, хочет, чтобы Джо остался жив, и потому его нужно найти как можно скорее. В этот момент ей звонит Джо, а Эллен поняв, что звонок отслеживается, кричит ему в трубку, чтобы он бежал. Джо возвращается на крышу здания, где выбросил файлы из кабинета Бэккетта. Там среди бумаг он находит справку полиции об условно-досрочном освобождении Джорджа Гэрселла. Там же он находит фото молодой красавицы по имени Гэрриетт на фоне салона красоты «Виллидж» с любовной подписью Джорджу. Выяснив адрес салона, Джо по фото выясняет в соседней химчистке, что эта девушка была их клиенткой, но перестала здесь появляться пару месяцев назад. Затем парень в химчистке вспоминает, что девушка работала певицей в одном из ночных клубов где-то поблизости. Обойдя несколько клубов, Джо, наконец, находит эту девушку, Гэрриетт Синтон (Джин Хэген), которая в этот момент выступает на сцене. После её выступления Джо угощает явно любящую выпить Гэрриетт парой рюмок виски, и между ними завязывается разговор, из которого Джо выясняет, что она в течение трех с половиной лет была девушкой Джорджа Гэрселла и даже была помолвлена с ним, однако он стал её бить, и они расстались. Но тем не менее, она всё ещё надеется вернуться к нему, и на прошлой неделе хотела поздравить его с днём рождения, но он бросил трубку. Она целует Джо, затем предлагает поехать к ней домой. Пока Гэрриетт уходит, чтобы привести себя в порядок, Джо обыскивает её сумочку, и она видит это, а затем она куда-то звонит.
На такси они приезжают к ней домой, где Гэрриетт обещает дать адрес Джорджа. Она пропускает Джо в свою комнату, где его тут же оглушает ударом по голове Гифф. Джордж хвалит Гэрриетт за отличную работу, она всячески демонстрирует ему свою любовь, рассчитывая, что они снова будут вместе. Гифф звонит Бэккетту по поводу дальнейших инструкций, однако тот не отвечает. Бандиты обыскивают Джо, находя у него фото Гэрриетт на фоне салона красоты, а также копию полицейского протокола о помиловании Гэрселла. Поняв, что полиция также вскоре выйдет на неё, Джордж решает её убить. Делая вид, что хочет отвезти её домой, он садится с ней на заднее сиденье машины, где во время поцелуя душит её. Затем Джордж и Гифф распихивают по карманам 30 тысяч и собираются бежать. Они решают убить и Джо, но не в квартире, а где-нибудь по дороге, чтобы не тащить его тело из квартиры в машину, а затем выбросить оба тела в Ист-Ривер. Когда Джо приходит в себя, его под угрозой оружия выводят на улицу и сажают в автомобиль, где лежит задушенная Гэрриетт.
Благодаря свидетелю, узнавшему Джо по фотографии в газете, полиция выясняет, что тот зашёл в дом Джорджа, и прибывает по адресу. У консьержки детективы выясняют, что Гэрселл только что уехал на такси. Капитан Андерсон объявляет план перехват, и вскоре патрульная машина замечает такси, на котором едут Гэрселл, Гифф и Джо. Начинается погоня по узким витиеватым улицам и переулкам Уолл-стрит. В какой-то момент, немного оторвавшись от погони, Гифф говорит, что у него семья, и он просит отпустить его. Гэрселл разрешает ему уйти, а затем стреляет в спину. После этого он приказывает Джо сесть за руль. Джо продолжает гонку по пустынным воскресным улицам, но в какой-то момент умышленно наезжает на бордюр у здания банка Джей Пи. Моргана, после чего автомобиль переворачивается. Выскочивший из него Гэрселл пытается бежать, но полиция несколькими выстрелами убивает его. Затем из автомобиля извлекают тело раненого Джо. В этот момент на место аварии подъезжает Эллен, она бросается к Джо и нежно обнимает его. Полиция обнаруживает деньги. Джо увозят на скорой помощи в больницу. Капитан говорит, что Джо обычный человек — не герой и не бандит — как большинство людей, и с ним всё будет хорошо.

## В ролях
- Фарли Грейнджер — Джо Норсон
- Кэти О’Доннелл — Эллен Норсон
- Джеймс Крейг — Джордж Гэрселл
- Пол Келли — капитан Уолтер Андерсон
- Джин Хэген — Харриетт Синтон
- Пол Харви — Эмиль Лоррисон
- Эдмон Райан — Виктор Бэккетт
- Чарльз Макгроу — детектив Стэн Саймон
- Эдвин Макс — Ник Драммэн
- Адель Джергенс — Люсиль Колнер
- Гарри Беллавер — Ларри Гифф, таксист
- Уит Бисселл — Харольд Симпсон, кассир
- Гарри Энтрим — мистер Мэлби, отец Эллен

## Создатели фильма и исполнители главных ролей
Историк кино Джеймс Стеффен пишет: «Режиссёр Энтони Манн более всего известен своими вестернами 1950-60-х годов, но в конце 1940-х годов он также сделал несколько замечательных фильмов нуар, среди них особенно значимы „Агенты казначейства“ (1947) и „Грязная сделка“ (1948), оператором обоих этих фильмов был великий Джон Олтон». Стефферн отмечает, что «как и в своей первой картине для студии MGM, „Инцидент на границе“ (1949), Манн показал себя мастером использования окружающей среды как арены для постановки разворачивающихся внутренних и внешних конфликтов». К числу прочих наиболее значимых фильмов нуар Манна относятся также «Отчаянный» и «Подставили!» (оба — 1947 года) и «Он бродил по ночам» (1948, несмотря на однозначно признаваемый вклад Манна в создание фильма, в титрах его имя не указано).
Оператор фильма Джозеф Руттенберг родился в Санкт-Петербурге и ещё в детском возрасте переехал с родителями в США. «В 1935 году он начал долгую и значительную карьеру на студии MGM, приняв участие в работе над такими фильмами, как „Женщины“ (1939), „Филадельфийская история“ (1940), „Доктор Джекилл и мистер Хайд“ (1941, номинация на Оскар), „Газовый свет“ (1944, номинация на Оскар). С фильмом „Бригадун“ (1954) Руттенберг был одним из первых, кто начал работать в формате CinemaScope, он также был оператором фильма „Баттерфилд, 8“ (1960, номинация на Оскар). Он был удостоен Оскаров за фильмы „Большой вальс“ (1938), „Миссис Минивер“ (1942), „Кто-то там наверху любит меня“ (1956) и „Жижи“ (1958)».
Фарли Грейнджер более всего известен по фильмам Хичкока «Верёвка» (1948) и «Незнакомцы в поезде» (1951), и знаменитому нуару Николаса Рэя «Они живут по ночам» (1948), он также сыграл в фильмах нуар «Край гибели» (1950) и «Нагая улица» (1955).
Свою самую известную роль Кэти О’Доннелл сыграла в фильме нуар «Они живут по ночам» (1948), где её партнёром был Грейнджер. В общей сложности «из 17 её фильмов (во всех она играла либо главную роль, либо значимую роль второго плана) 7 были фильмами нуар или квази-нуар, что делает её одним из важнейших представителей этого жанра». Среди её картин — «Похороните меня после смерти» (1947), «Удивительный мистер Икс» (1948) и «Детективная история» (1951).
Самыми знаменитыми фильмами с участием Джин Хэген были фильм нуар «Асфальтовые джунгли» (1950), мюзикл «Поющие под дождём» (1952), нуаровая драма «Большой нож» (1955), а позднее — апокалипсический триллер «Паника в нулевом году» (1962) и психологический хоррор «Двойник» (1964).

## Оценка фильма критикой

### Общая оценка фильма
Джеймс Стеффен отметил, что «сразу после выхода на экраны фильм получил смешанные отзывы критики, однако с тех пор его значимость выросла как в рамках фильмографии Энтони Манна, так и как представителя жанра фильм нуар своего времени». После выхода фильма на экраны кинокритик Босли Кроутер написал в «Нью-Йорк таймс», что «это вполне добротная криминальная картина, заканчивающаяся потрясающей погоней по центру города и моралью, очень ненавязчиво донесённой голосом закадрового рассказчика». Однако, по мнению, Кроутера, «это практически всё, что там есть существенного. Его в полной мере можно рекомендовать только тем, кто испытывает глубокий и болезненный интерес к преступлению».
Позднее Крейг Батлер посчитал, что этот «оставшийся незамеченным малый нуаровый шедевр не дотягивает до статуса классики, но доставит скромное наслаждение поклонникам криминальных фильмов, особенно, тем, кто любит картины с псевдо-хитчкоковским налётом». При этом Батлер считает, что «фильм выиграл бы, если бы сценарий был сильнее; местами он становится слишком запутанным, а мотивировки порой немного натянуты». Он также обращает внимание на «удачное использование повествования от третьего лица (что необычно для нуара, который предпочитает вести повествование от первого лица главного героя)». Деннис Щварц назвал картину «плотным фильмом нуар, ухватывающим отчаяние главного героя, который по причине своих человеческих чувств переживает временный провал в оценке добра и зла, после чего проходит через адские испытания, чтобы искупить свою ошибку». Критик полагает, что «криминальная история с грабежом абсурдна, но финал содержит увлекательную погоню на автомобилях по пустынным улицам нижнего Манхэттана, придавая фильму живость и привлекательность». Натан Гелгуд выразил мнение, что «как фильм Энтони Манна, он одинаково интересен своими деталями, великолепными сценами экшна и ещё более выдающимся выбором натуры».

### Некоторые особенности фильма
По мнению Кроутера, в основе фильма лежит «уважаемая, но в чём-то скучная формула студии MGM» — «Преступление себя не оправдывает». Идея выходивших под таким девизом короткометражек студии «была использована для создания этой полнометражной драмы о преступлении и его конечной невыгодности». Кроутер отмечает, что «история, представляющая собой подробное изложение страшных приключений молодого разносчика писем, который опрометчиво крадёт пачку „горячих“ денег, рассказывается в полудокументальном ключе и разыгрывается со значительной долей реализма на фоне реального Нью-Йорка».
Шварц считает, что «сила фильма лежит в создаваемой давящей атмосфере. На фоне высоких зданий и узких городских улиц Джо как раненый зверь пытается выжить в городских джунглях, испуганный и чувствующий себя слишком слабым, чтобы помочь себе, и в этот момент терпит крах его американская мечта».

### Оценка режиссёрской и операторской работы
Современные критики чрезвычайно высоко оценивают режиссёрскую работу Манна и осоебнно операторскую работу Руттенберга. По мнению Батлера, «самыми большими достоинствами фильма являются режиссёрская и операторская работы, которые блестяще взаимодействуют друг с другом. Уверенная рука Энтони Манна держит историю плотной и захватывающей, а камера Джозефа Руттенберга просто потрясает». Об операторской работе Батлер пишет следующее: «В отличие от многих образцов жанра, операторская работа не делает упор на экспрессионистское освещение. Вместо этого, всё начинается на идеальной нормальной ноте, и только когда Грейнджер начинает задумываться о преступлении, съёмка приобретает атмосферический оттенок. Кульминацией фильма становится чудесная и увлекательная погоня на автомобилях, которая очень эффектно снята сверху в узких переулках; действительно, одна эта сцена оправдывает стоимость билета на сеанс».
Стеффен отмечает, что «режиссура Манна убедительно передаёт ощущения персонажей, попавших в ловушку в городской среде, часто с помощью поразительных воздушных съёмок». Далее критик подчёркивает, что «операторская работа Руттенберга в „Переулке“, которая часто описывалась как „полудокументальная“, показывает места в Нью-Йорке с поразительным для своего времени реализмом». А постановка света, как отметила критик Джинин Бэйсингер, «становится всё более экспрессионистской, отражая падение главного героя в мир морального порока».
По словам Эда Гонзалеса, этот «головокружительный фильм является триумфом визуальной находчивости и моральной точности — стремительное зрелище про игру в собак, кошек и мышек на жилистых улицах Нью-Йорка».

### Оценка актёрской игры
Большинство критиков придерживается мнения, что несмотря на грамотную актёрскую игру, она не является главным достижением этой картины. Так, Кроутер положительно оценил игру «Грейнджера, который в главной роли живо изображает запуганного парня», а также «Джеймса Крейга, Пола Келли и Эдмона Райана в ролях бандитов и копов». Батлер считает, что «Грейнджер хорош в главной роли, но не исключителен; он нажимает на правильные кнопки, но не давит ни на одну из них, чтобы по-настоящему поразить зрителя». А О’Доннелл, по его словам, «немного безлика (во многом потому, что её роль слабо прописана), зато актёры второго плана — настоящие асы, а Джин Хэген — даже ещё лучше». По словам Шварца, «студия MGM надеялась, что Грейнджер, и О’Доннелл смогут повторить успех, которого оба добились в главных ролях фильма Рэя „Они живут по ночам“ на студии РКО». Однако «в этом фильме они просто не смогли получить никакой романтики для придания истории чувственных ощущений. Фильм срабатывает главным образом благодаря своим сценам экшна».